# چوتوکو
چوتوکو (به ژاپنی: 長徳 Chōtoku)؛ نام یک عصر تاریخی ژاپنی (نِنگُو) بود. این عصر بعد از شوریاکو و قبل از چوهو (دوره) قرار داشت و از فوریه ۹۹۵ تا ژانویه ۹۹۹ میلادی به طول انجامید. در طی این عصر امپراتور ایچیجو امپراتور ژاپن بود.